# Alcandra
En la mitología griega, Alcandra (Αλκάνδρη) se casó con Pólibo, rey de Tebas (Egipto), dueño de una gran fortuna que regaló a Menelao dos tinas de plata con sus correspondientes trípodes y diez talentos de oro. Alcandra, por su parte, ofreció a la bella Helena un huso de oro y un cestito de plata, con los bordes de oro.
Este episodio figura en la Odisea, y si bien Homero dio nombres griegos a ambos personajes, hecho común en los libros homéricos y en la literatura griega arcaica, la descripción de los regalos se ajusta exactamente al arte egipcio. Objetos análogos habían llevado los fenicios a Grecia, anteriormente a la época de Homero.